# Ауд-Бейерланд

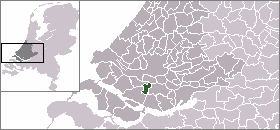
Расположение деревни Ауд-Бейерланд на карте Нидерландов

Ауд-Бейерланд (нидерл. Oud-Beijerland, «Старая Бавария») — деревня в общине Хуксевард провинции Южная Голландия (Нидерланды).

## История
В результате наводнения 1421 года часть земель в центре страны превратилась в грязевые отмели и солёные болота, непригодные для жизни. В последующие столетия производилось постепенное восстановление земель.
В 1557 году права на этот участок получил Ламораль Эгмонт, и образованный к 1559 году польдер получил название Бейерланд, Муркеркен, Кромстрейен эн де Грауп. В 1624 году к нему были добавлены маленькие польдеры Боссенполдер и Ньивландполдер.
Деревня Бейерланд получила своё название в честь жены Эгмонта — Сабины Баварской (Сабины ван Бейерен). В 1582 году её название было изменено на Ауд-Бейерланд («Старый Бейерланд») в связи с тем, что несколькими километрами западнее появилась Ньив-Бейерланд («Новый Бейерланд»). В 1604 году Сабина ван Бейерн даровала деревне колокольню, а в 1622 году деревня была преобразована в город, который стал одним из важнейших торговых мест острова Хуксевард.